# Sparkassen-SchulService
Unter der Bezeichnung Sparkassen-SchulService bündelt die Sparkassen-Finanzgruppe seit 1975 ihr Engagement im schulischen  Bildungsbereich. Hintergrund dieser Aktivitäten ist, dass fast alle Sparkassen in Deutschland öffentlich-rechtliche Unternehmen sind und deshalb den Sparkassengesetzen der deutschen Bundesländer unterliegen. Dort ist der öffentliche Bildungs- und Erziehungsauftrag der Sparkassen festgelegt.

## Historische Ursprünge und rechtliche Grundlage
Ende des 18. Jahrhunderts, Anfang des 19. Jahrhunderts wurden in Deutschland die ersten Sparkassen gegründet, im Laufe des 19. Jahrhunderts entstand daraus ein flächendeckendes Netz an Instituten. Gleichzeitig dazu wurden organisatorisch-institutionelle Hilfestellungen geschaffen, um Schüler und Jugendliche zum Sparen anzuhalten und ihnen praktische Hilfestellung beim Sparen zu geben. Eine besondere Rolle spielten dabei Schulsparkassen. Die erste Schulsparkasse wurde 1820 in Goslar eingerichtet. Bis 1900 entstanden circa 4.000 Schul-  bzw. Jugendsparkassen. Ziel der Schulsparkassen war es, dass Schüler in der Schule Geldbeträge einzahlen und verzinst ansparen konnten. Hierzu wurde vielerorts ein System von Sparmarken für Schüler eingeführt. Die größte Verbreitung dürfte ein von dem Lehrer J. Reinirkens in Essen Ende des 19. Jahrhunderts entwickeltes und patentrechtlich geschütztes Markensystem gehabt haben. Dort wo Schulsparkassen anfangs selbständig waren, wurden sie noch im 19. Jhd. in die örtlichen Sparkassen integriert. Seit 1924 gibt es den jährlichen Weltspartag und eine dazugehörige Jugendsparwoche.
Parallel zu diesen organisatorisch-institutionellen Hilfestellungen entstand die Forderung nach einer Spar- und Wirtschaftserziehung, die sich im Unterricht niederschlagen solle. Der älteste Nachweis einer pädagogischen Auseinandersetzung mit der Sparerziehung dürfte ein Aufsatz des Pädagogen Friedrich Hofmann 1865 in der Zeitschrift Die Gartenlaube sein: „... sobald das Kind die Schule betritt, beginnt seine Selbständigkeit im Sparen. Ein äußerer Zwang darf jedoch dabei nicht stattfinden. Der Trieb dazu muss ein innerer sein, dieser wird jedoch durch das Zusammenleben der Kinder angeregt.“
Ernst Senckel, einer der damals bekanntesten Aktivisten des Schulsparens, berichtete 1882 in einer Denkschrift von den Erfolgen der Spareinrichtungen im Königreich Sachsen. An der großen Spitzenklöppelschule in Neustädtel hatten beispielsweise 1881 die 137 Schülerinnen und Schüler 1.539,99 Mark Verdienst, wovon 943,51 Mark gespart wurden. In Rittersgrün bestanden sogar drei Schulen mit insgesamt 156 Kindern. Von 3.921,80 Mark landeten 507,86 Mark auf den Sparkassenbüchern. In Schneeberg waren 95 Sparende in der Klöppelschule. Von 1.633,68 Mark wurden 537,81 Mark zurückgelegt.

## Situation seit 1975
Der Deutsche Sparkassen- und Giroverband (DSGV) ließ 1974 eine bundesweite Lehrplananalyse zur ökonomischen Bildung vornehmen. Die Zielsetzung war es, eine gemeinsame Schnittmenge wirtschaftskundlicher Themen in den elf westdeutschen Bundesländern zu finden. Für diese Themen wurde ab 1975 auf Initiative des DSGV und mit seiner finanziellen Unterstützung ein Sortiment an Unterrichtsmaterialien erstellt, die unter der Bezeichnung Sparkassen-SchulService von den örtlichen Sparkassen zur Spar- und Wirtschaftserziehung eingesetzt werden konnten. Die Entwicklung der Medien erfolgte von Anfang an in der Deutschen Sparkassen Verlag GmbH, Stuttgart. Der Vertrieb der Produkte erfolgt ausschließlich über die Sparkassen. Da Sparkassen selbständig agierende Unternehmen sind, liegt es allein in deren Ermessen, ob und in welchem Maß sie die Produkte des Sparkassen-SchulService einsetzen. Das ursprüngliche Logo des Sparkassen-SchulService wurde von dem Ulmer Designer Otl Aicher entworfen. Es wurde in den Jahren 2000/2001 bei Nachauflagen und Neuerscheinungen sukzessive durch ein neu gestaltetes Logo ersetzt.
In den Sparkassengesetzen aller deutschen Bundesländer findet sich mehr oder weniger deutlich der Auftrag zur Spar- und Wirtschaftserziehung. Beispielsweise formuliert das Sparkassengesetz von Rheinland-Pfalz (vom 1. April 1982) unter der Überschrift „Aufgaben, öffentlicher Auftrag“ (§ 2, Abs. 2, Satz 3): „Die Sparkassen fördern die Vermögensbildung breiter Bevölkerungsschichten sowie die Erziehung junger Menschen zu eigenverantwortlichem wirtschaftlichem Verhalten.“ Wie und mit welchen Mitteln sie diesem Auftrag nachkommt, ist den einzelnen Sparkassen überlassen.
Nach der deutschen Wiedervereinigung 1989 wurden die Strukturen des Sparkassenwesens in den fünf neuen Bundesländern denen der alten Bundesrepublik angepasst. Das Sortiment des Sparkassen-SchulService wurde über die örtlichen Sparkassen damit auch in den neuen Bundesländern angeboten. Beispielsweise gab es seit dem Schuljahr 1990/1991 den „Kalender für Lehrerinnen und Lehrer“ in 16 landesspezifischen Ausgaben.
Die Materialien sind bewusst werbefrei gehalten, damit sie nicht gegen das ursprünglich sehr strikte Werbeverbot an Schulen verstoßen. Die Medien werden zwar bundesweit eingesetzt, berücksichtigen aber die in den verschiedenen Bundesländern relevanten Themen der Lehr- und Bildungspläne. Es existieren Materialien von der Grundschule bis zu den Abschlussklassen. Themenschwerpunkte sind der Umgang mit Geld, Verbraucherfragen und Berufsorientierung.
Seit 1997 gibt es einen bundesweiten Internetauftritt des Sparkassen-SchulService. Vereinzelt existieren daneben lokale Internetauftritte des SchulService an einzelnen Sparkassen.
Im Sommer 2022 wurde die Website des Sparkassen-SchulService neu aufgesetzt. Die Website umfasst rund 200 Lernmedien für rund 30 Unterrichtsstunden (2023). Durch den Verzicht auf eine Registrierung oder die Verwendung von Zugangscodes ist die Website sowie alle Inhalte jederzeit für jeden erreichbar.

## Bedeutung / Quantität
Das Sortiment des Sparkassen-SchulService umfasst knapp 100 verschiedene Titel (April 2018). Neben klassischen Verlagsprodukten und Unterrichtsmedien (Arbeitsblätter und Broschüren) gibt es elektronische Medien sowie zwei bundesweit durchgeführte internetbasierte Planspiele für Schüler: das Planspiel Börse und den Deutschen Gründerpreis für Schüler. So erreicht der Sparkassen-SchulService Jahr für Jahr rund 200.000 Lehrer.
Planspiel Börse gibt es seit 1983 als bundesweites Börsenplanspiel für Schüler (seit 1999 auch mit Spielgruppen aus dem europäischen Ausland, seit 2011 mit Spielgruppen in Mexico). Bis Spielende 2017 haben über 1,3 Mio. Spielgruppen am Planspiel Börse teilgenommen. In der Spielrunde 2017 nahmen rund 35.000 Spielgruppen teil. Europaweit sind dies insgesamt über 120.000 Teilnehmer in verschiedenen Wettbewerben.
Der Deutsche Gründerpreis für Schüler ist ein Ableger des Deutschen Gründerpreises. Das Schülerplanspiel zur Unternehmensgründung gibt es seit 1999 – damals noch unter der Bezeichnung Gründungswerkstatt, seit 2002 als StartUp-Werkstatt, seit 2007 unter der heutigen Bezeichnung. Jährlich nehmen – laut Selbstdarstellung auf der Website – ca. 5.000 Schüler an diesem Planspiel teil.
2009 erreichte der Sparkassen-SchulService nach eigenen Angaben drei von vier allgemeinbildenden Schulen in Deutschland. Dabei wurden durch die Sparkassen rund 4 Mio. EUR in den Sparkassen-SchulService investiert.
22 Mio. Euro (Vorjahr: 21 Mio. Euro) flossen im Jahr 2016 in Projekte im Bereich der Forschung, der Wirtschafts- und der Wissenschaftsförderung.
Einzelne Produkte des Sparkassen-SchulService wurden von der UNESCO als Bestandteil der Bildungsdekade „Bildung für nachhaltige Entwicklung“ ausgezeichnet – u. a. Planspiel Börse (Auszeichnung im November 2010). Im Sommer 2012 wurde der komplette Sparkassen-SchulService von der Deutschen UNESCO-Kommission als offizielle Maßnahme in den Maßnahmenkatalog des Nationalen Aktionsplans der UN-Dekade „Bildung für nachhaltige Entwicklung“ aufgenommen.
Zum Jahreswechsel 2013/2014 publizierte der Sparkassen-SchulService mit „mission: decision“ erstmals eine kostenlos nutzbare App für mobile Endgeräte. Die App wendet sich an Schüler und thematisiert auf spielerische Art das (teils irrationale) Entscheidungsverhalten von Konsumenten. Inhaltlich wird die App von den Verhaltensökonomen Ewald Mittelstädt und Claudia Wiepcke verantwortet. Seit 2023 ist das Lernspiel ausschließlich als webbasiertes Spiel über die Website erreichbar.
Seit August 2017 betreibt der Sparkassen-SchulService die Onlineplattform „fibibox“. Hier werden Unterrichtsmaterialien zur finanziellen Bildung präsentiert. Zugang zu den Materialien erhält man über Codes in Schüler- und Lehrerhefts. Die "fibibox" wurde mit dem Relaunch des Sparkassen-SchulService 2022 eingestellt.